# Grasston
La ville américaine de Grasston est située dans le comté de Kanabec, dans l’État du Minnesota. Lors du recensement de 2010, elle comptait 369 habitants.